# Mulkeytown
Mulkeytown es un lugar designado por el censo ubicado en el condado de Franklin en el estado estadounidense de Illinois. En el Censo de 2010 tenía una población de 175 habitantes y una densidad poblacional de 244,81 personas por km².

## Geografía
Mulkeytown se encuentra ubicado en las coordenadas 37°58′26″N 89°6′31″O / 37.97389, -89.10861. Según la Oficina del Censo de los Estados Unidos, Mulkeytown tiene una superficie total de 0.71 km², de la cual 0.71 km² corresponden a tierra firme y (0.36%) 0 km² es agua.

## Demografía
Según el censo de 2010, había 175 personas residiendo en Mulkeytown. La densidad de población era de 244,81 hab./km². De los 175 habitantes, Mulkeytown estaba compuesto por el 99.43% blancos, el 0% eran afroamericanos, el 0% eran amerindios, el 0.57% eran asiáticos, el 0% eran isleños del Pacífico, el 0% eran de otras razas y el 0% pertenecían a dos o más razas. Del total de la población el 0% eran hispanos o latinos de cualquier raza.